# Combinação (esqui alpino)

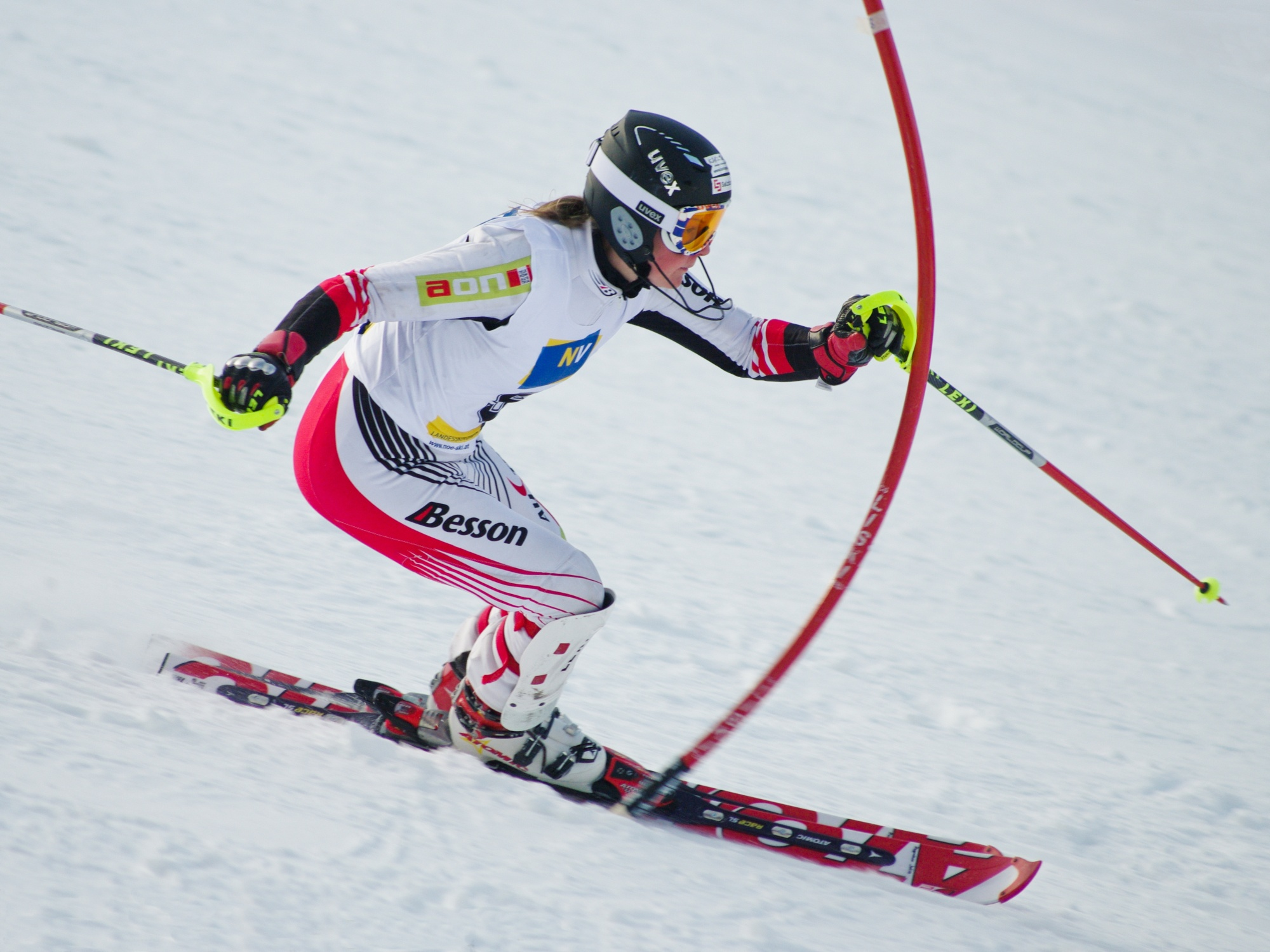
Julia Dygruber em prova do super combinado em 2010

Combinação (também conhecido como Combinado ou Super combinado) é uma competição de esqui alpino composta por duas das quatro disciplinas deste esporte, variando entre o slalom, o slalom gigante, o downhill e o super-G.